# Asymblepharus
Genre
Asymblepharus est un genre de sauriens de la famille des Scincidae.

## Répartition
Les espèces de ce genre se rencontrent au centre de l'Asie.

## Liste des espèces
Selon The Reptile Database (4 juillet 2012) :
- Asymblepharus alaicus (Elpatjevsky, 1901)
- Asymblepharus eremchenkoi Panfilov, 1999
- Asymblepharus himalayanus (Günther, 1864)
- Asymblepharus ladacensis (Günther, 1864)
- Asymblepharus mahabharatus Eremchenko, Shah & Panfilov, 1998
- Asymblepharus nepalensis Eremchenko & Helfenberger, 1998
- Asymblepharus sikimmensis (Blyth, 1854)
- Asymblepharus tragbulense (Alcock, 1898)

## Publication originale
- Eremchenko & Shcherbak, 1980 : On generic belonging of Scincidae (Reptilia, Sauria) of the USSR fauna. Vestnik Zoologii, vol. 1980, no 4, p. 10-15.